# Western Highway
Der Western Highway ist eine Fernverkehrsstraße in Victoria, Australien. Er verläuft über eine Länge von 435 Kilometern in Nordwest-Südost Richtung von der Grenze zu South Australia und der Hauptstadt Victorias, Melbourne. Teile des Western Highway sind auch als Western Freeway und Ballarat Road bekannt.
Der Western Highway ist Teil der Straßenverbindung zwischen den Metropolen Melbourne und Adelaide und gilt als die am zweithäufigsten befahrene Straße in Australien. Er verbindet die dicht bevölkerte Region im Südosten Australiens mit Southern und Western Australia.

## Verlauf
Der Western Highway beginnt an der Grenze zwischen Süd-Australien und Victoria. Er ist die Fortsetzung des Dukes Highway, welcher aus Richtung Adelaide kommend bis an die Grenze nahe der Stadt Bordertown führt.
Von der Grenze aus verläuft der Western Highway zunächst in östlicher Richtung. Nach etwa 100 Kilometern ist die Stadt Dimboola erreicht. Dimboola ist ein Tor zum Little-Desert-Nationalpark.
Ab Dimboola verläuft der Western Highway in südöstlicher Richtung und erreicht nach 36 Kilometern die Stadt Horsham. Horsham ist ein wichtiger Knotenpunkt mehrerer Highways im Westen Victorias. Neben dem Western Highway führen der Wimmera Highway und der Henty Highway durch den Ort. Der Golfplatz von Horsham wurde als der beste in Victoria ausgezeichnet.
Südwestlich von Horsham passiert der Western Highway den Grampians-Nationalpark, welcher bekannt ist für seine Flora und Fauna sowie zahlreiche Aussichtspunkte die beeindruckende Ausblicke auf die umliegende Landschaft bieten. Auf dem Weg nach Stawell und Ararat zweigen mehrere Straßen vom Western Highway ab, die in den Grampians-Nationalpark und den Hauptort Halls Gap führen. Ebenfalls auf diesem Streckenabschnitt ist südöstlich von Horsham der Giant Koala Tourist Complex zu sehen. Dieser besteht aus dem begehbaren, 14 Meter hohen Giant Koala aus Bronze und Fiberglas und einem dazugehörigen Pub.
Nachdem der Western Highway die Gegend der Grampians passiert hat, erreicht er die Stadt Ballarat, etwa 110 Kilometer nordwestlich von Melbourne. Ballarat war in den 1850er und 1860er Jahren Zentrum des Goldrausches in Victoria und Ort der Eureka Stockade. Heute ist Ballarat bekannt für die zahlreichen historischen Gebäude in der Stadt. In der Gegend um Ballarat treffen der Sunraysia Highway, der Glenelg Highway und der Midland Highway auf den Western Highway.
Ab Ballarat gilt der Western Highway als Western Freeway und ist eine vierspurig ausgebaute Schnellstraße. Die meisten Orte entlang der Strecke werden mit Umfahrungen passiert.
In den Vororten Melbournes endet der Western Freeway und findet seine Fortsetzung in der Ballarat Road. Diese bildet den letzten Teil des Western Highway. Dieser Teil des Western Highway ist eine stark befahrene Ausfallstraße Melbournes mit drei Fahrspuren in jede Richtung. Es gibt zahlreiche Kreuzungen und Abzweigungen sowie eine teilweise parallel verlaufende Straßenbahnlinie. Teile dieses Abschnitts des Western Highway werden zurzeit als Freeway neu gebaut um in Zukunft flüssigeren Verkehr zu ermöglichen und die Verkehrsbelastung für die Anwohner zu reduzieren. Die Ballarat Road und damit der Western Highway endet an der Kreuzung mit der Geelong Road etwa 5 Kilometer westlich vom Zentrum Melbournes.

## Galerie

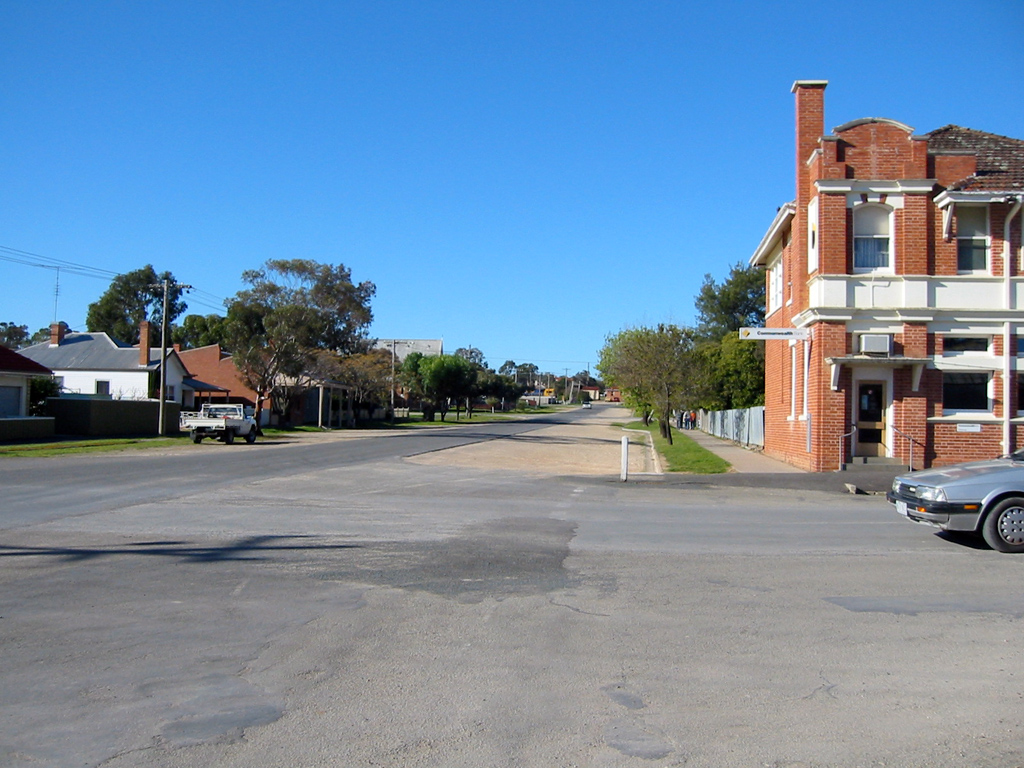
Dimboola am Western Highway
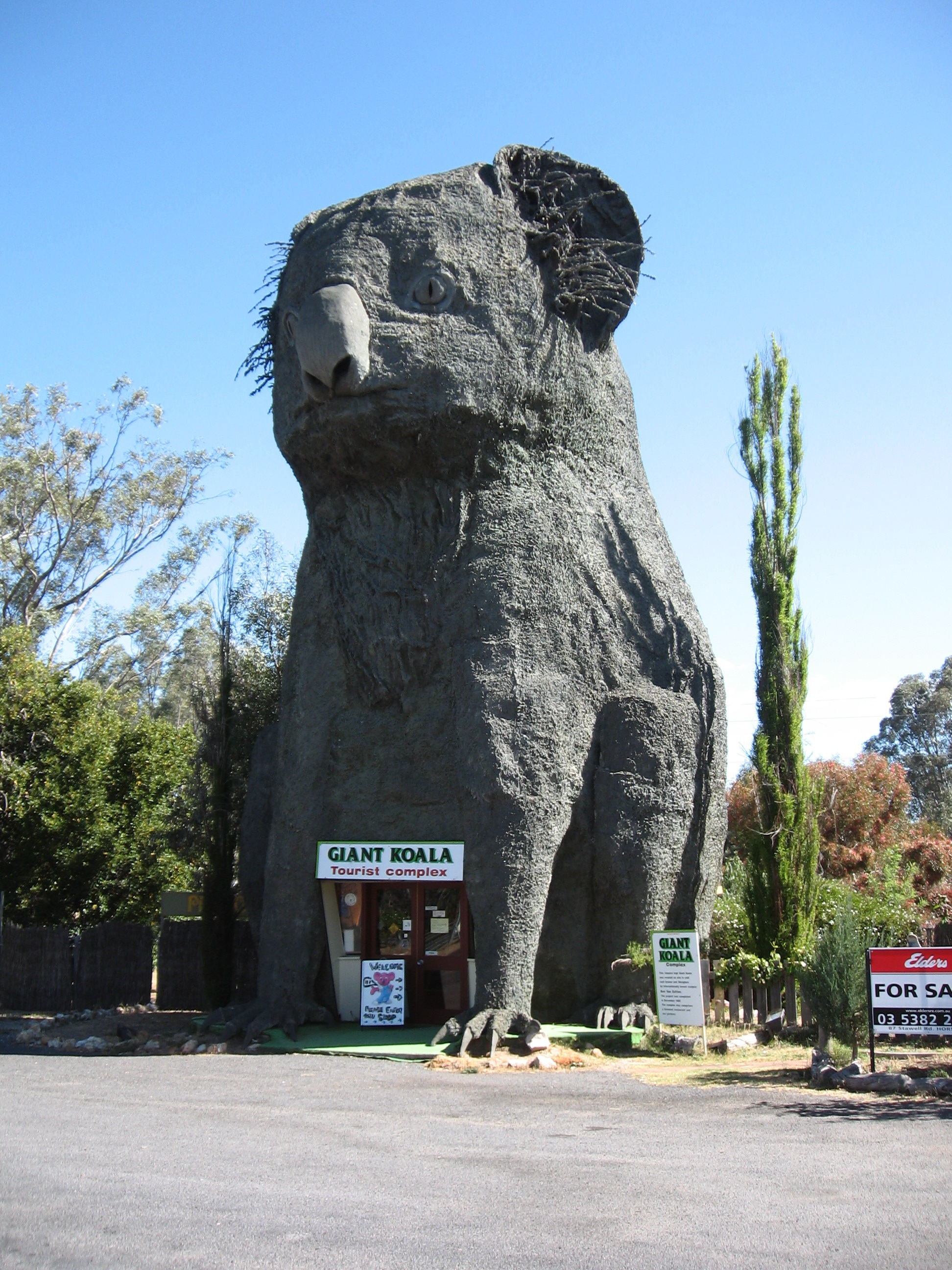
Giant Koala bei Horsham
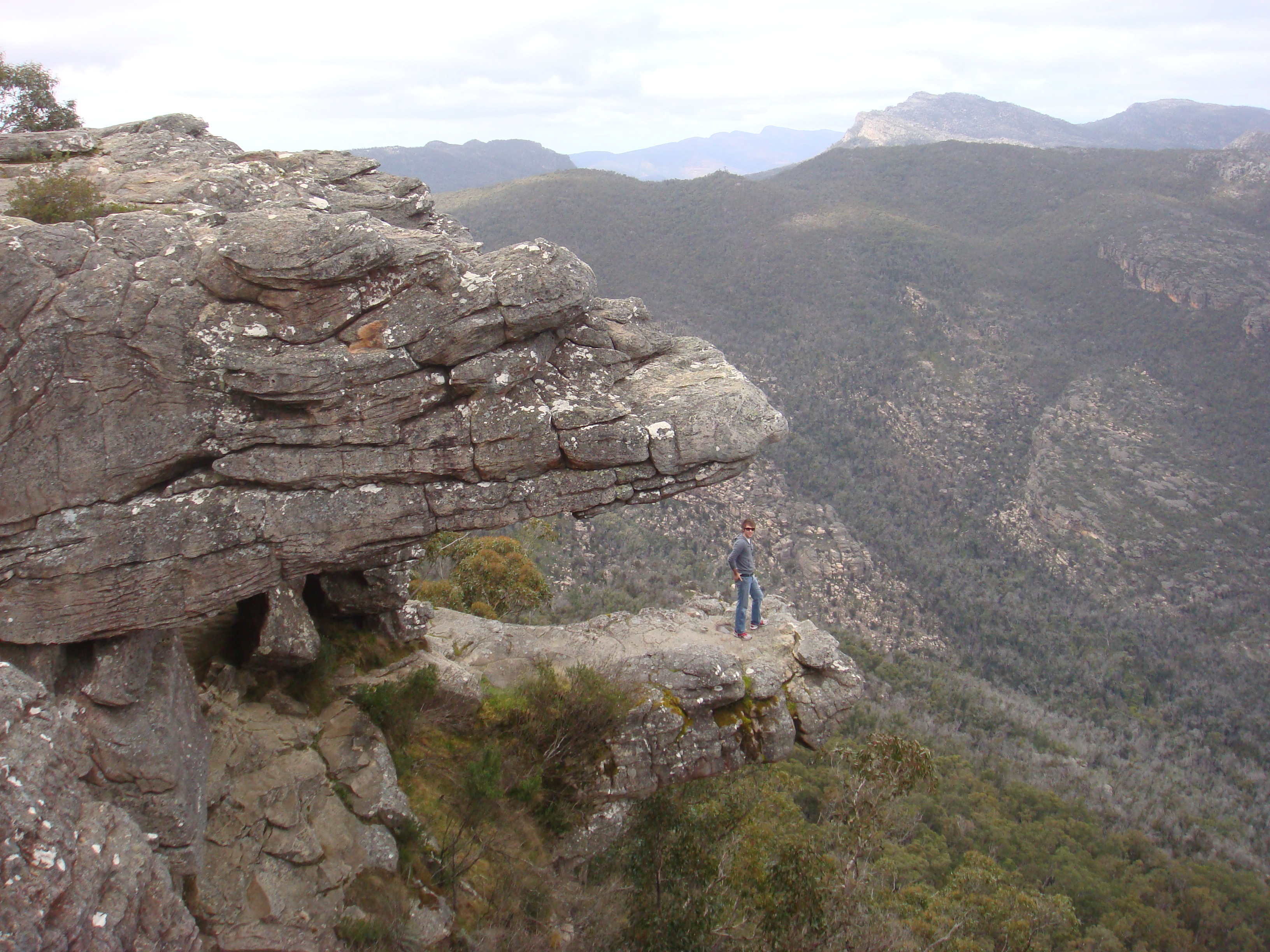
The Balconies im Grampians-Nationalpark
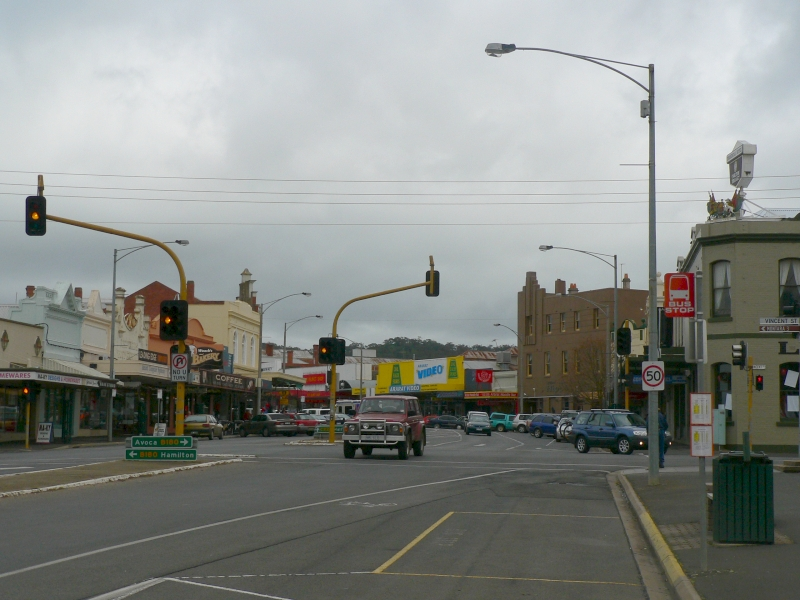
Western Highway in Ararat